# خوان بابلو مونتيس
خوان بابلو مونتيس (بالإسبانية: Juan Montes)‏ (4 يونيو 1947 ببوينس آيرس في الأرجنتين - ) هو لاعب كرة قدم أرجنتيني في مركز الوسط. لعب مع أتلتيكو أتلانتا وباس جيانينا وتشاكاريتا جيونيورز.